# 紫折瓣报春
紫折瓣报春（学名：Primula advena var. euprepes）为报春花科报春花属下的一个变种。

## 扩展阅读
- 維基物種上的相關：紫折瓣报春